# Nelson (band)
Nelson is een Amerikaanse hardrock en AOR-band opgericht door singer-songwriters Matthew en Gunnar Nelson (de tweeling van Ricky en Kristin Nelson).
De band had in het begin van de jaren negentig veel succes met hun debuutalbum After the Rain. Op het album stond hun hitnummer "(Can't Live Without Your) Love and Affection". Deze single behaalde een multi-platinastatus.